# Merrilliopanax membranifolius
Merrilliopanax membranifolius är en araliaväxtart som först beskrevs av William Wright Smith, och fick sitt nu gällande namn av C.B.Shang. Merrilliopanax membranifolius ingår i släktet Merrilliopanax och familjen Araliaceae. Inga underarter finns listade.